# بطارية بغداد

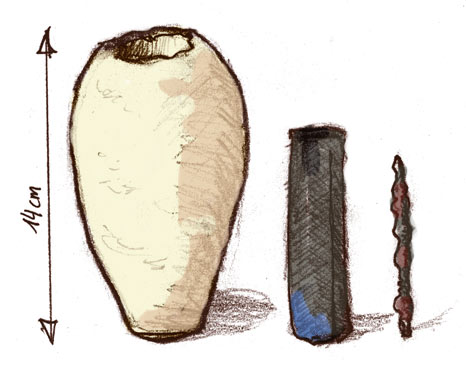
رسم للقطع الثلاث للبطارية.[http://www.unexplained-mysteries.com/gallery/displayimage.php?album=8&pos=20

بطارية بغداد هو اسم شائع لعدة قطع صنعت في بلاد الرافدين، خلال فترة حكم الساسانيين أو پارثيا (سنوات قليلة بعد الميلاد). اكتشفت هذه القطع عام 1936 في قرية خوجوت رابه، قرب بغداد، العراق. أصبحت هذه القطع ذات أهمية كبرى في عام 1938، عندما انتبه لها مشرف المتحف العراقي العالم الألماني ويليم كونيگ. في عام 1940 حرر كونيگ ورقة يقول فيها أن البطارية تشبه في عملها خلايا جلفانية، وربما استخدمت في عملية الطلاء الكهربي لتحويل المواد الذهبية إلى فضية. وهذا التعبير مبني على الإمكانية الافتراضية. وإذا كانت النظرية صحيحة، فإنها ستمحي التاريخ المعروف لاكتشاف البطارية الحالي (الذي هو على يد العالم ألساندرو فولتا 1800 وهي خلية كهروكيميائية) لأكثر من ألف سنة من التاريخ الحالي.
القطع الموجودة تتكون من جرة ~133 مللي متر (~5 إنش) طول فخارية (حجم فاه الجرة إنش ونصف الإنش) وأسطوانة نحاسية، وهي غرفة لعصى حديدية. وفي الأعلى، تفصل العصا الحديدية عن الأسطوانة النحاسية بختم قاري أو قار، الأسطوانة والعصا تتناسب بشكل مريح داخل الجرة التي بها نتوء في الوسط. والأسطوانة النحاسية موصلة للماء. فإذا امتلئت الجرة بالسائل فإن العصا الحديدية سيصيبها السائل. وهذه المصنوعات تعرضت للطقس وعانت من التآكل، بالرغم من ذلك فقد ظهرت آثار زوجين كهروكيميائيين. وهذا الدليل أعطى الدارسين فكرة أن المواد الحامضية (كالليمون والخل) كانت تستعمل للتفاعل الكهروكيميائي بين معدنين.
أشار كونيگ أن البطارية يرجع تاريخها إلى الفترات پارثيا (250 ق.م-224م). لكن دكتور قسم الشرق الأدنى جون سمبسون، أشار إلى أنه ليس هنالك أدلة أو مدونات على وجودها في تلك الفترة، لكن تشكيلة الجرة تدل على أنها أنشئت في عهد الساسانيين (224-640م).

## تخمين الوظيفة

### كهربائية
النحاس والحديد ثنائي كهروكيميائي، ففي حال ظهور أي كهرل، فإن ذلك سينتج جهد كهربي. كونيگ أستظهر قطع فضية تبين من أنه يوجد عليها طبقة ذهبية خفيفة. وأوضح أن هذه القطع استخدمت خصيصًا للطلاء الكهروكيميائي.
القناة ديسكفري وبرنامجها الشهير "ميث باستر"، أوضح أن الناس القدماء استخدموا البطارية كوسيلة للطلاء الكهربي والتحليل الكهربي. على أي حال، فإن البطارية لم تنتج طاقة كبيرة واحتاج لوصلها في سلسلة من المراحل لاختبار النظرية.

### لاكهربية
علماء الآثار المشككين يرون الاختبارات الكهربائية عائقا أمام العلم التطبيقي الآثاري؛ لأن مثل هذه التجارب توضح فقط بأن مثل هذا الشيء كان من الممكن فيزيائيًا أن يحصل. ولم يقول أي شخص منهم عن حقيقة ما يحدث بها. والأبعد من ذلك، هناك العديد من الصعوبات التي تحول بينها «كبطارية»:
- يغطي القار الأسطوانة بشكل كلي، يعزله عن الكهرباء، فلا يمكن توصيل الكهرباء بالنحاس إلا إذا تم تغيير هذه الهيئة.
- ليست هنالك أي أسلاك أو مواد موصلة مع القطع.
- لا أجهزة كهربائية مقبولة ترتبط بها (اقترح وضعها في دائرة ضوء دندرة الميثولوجي لكن النظرية هذه تعتمد على حجم الفولطات المستخدمة فيها).
- الختم القاري، ممتاز على المدى البعيد للخزن على المدى الطويل، وسيكون غير مناسب كخلية كهربائية، التي تتطلب زيادة متكررة في المنحل (إذا هم نووا استخدامها في ذلك).

يلاحظ آخرون أن لها استخدامات تشبه أدوات أخرى، أواني تخزن فيها النصوص المقدسة بالقرب من سلوقية بالقرب من دجلة، ليس هناك شبه بينها لكنها متشابهة نسبيًا. وبما أنه قد ذكر تعرضها للمناخ، فإنه ليس من المستغرب تعفن ورق البردي أو أوراق الكتابة، تاركًا بذلك أثرًا عضويًا حامضيا.